# رانش‌گر

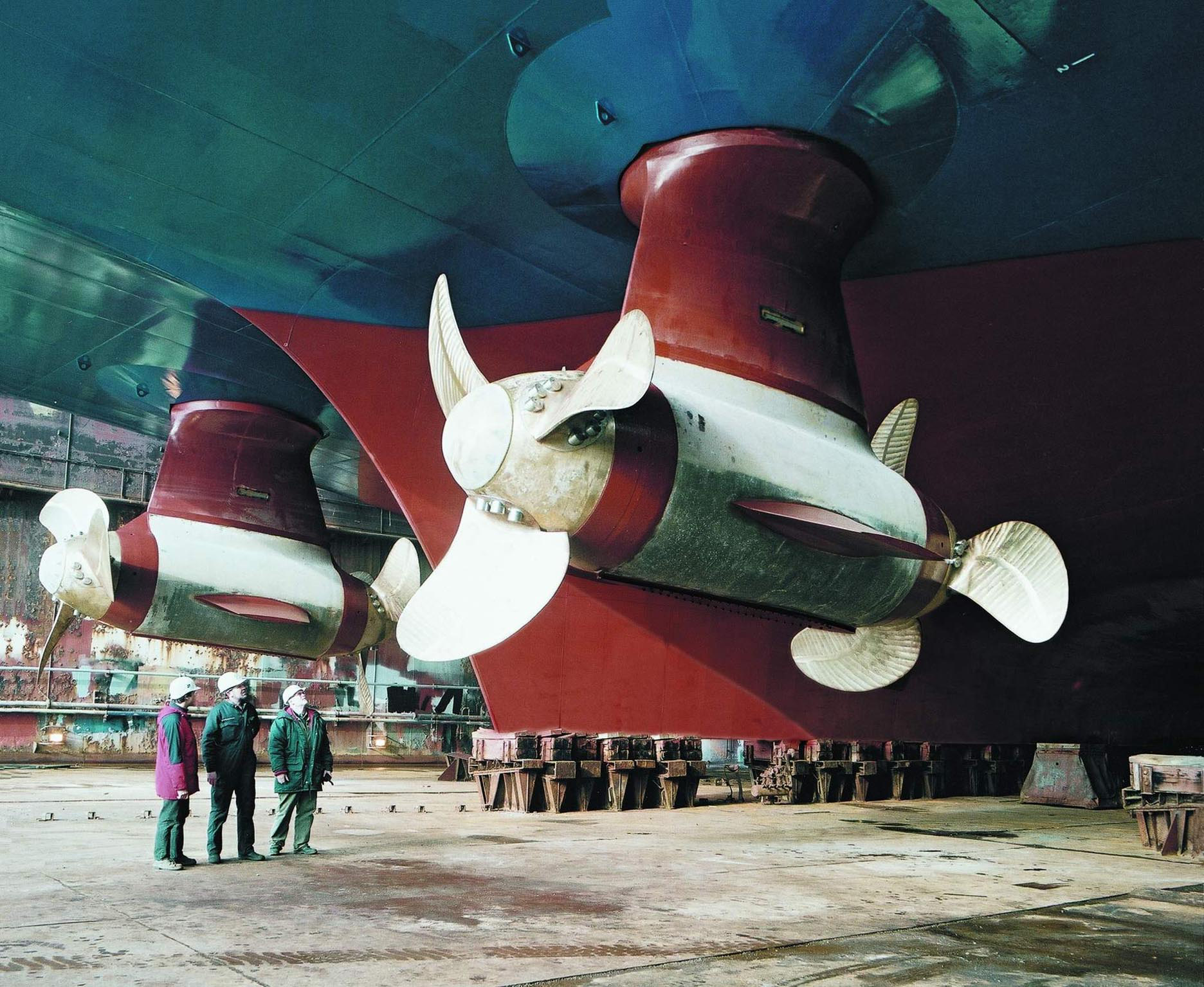
پیشرانه آزیموت روی کشتی

در بسیاری از شناورها و انواع وسائل نقلیه دریایی نظیرکشتی‌ها، زیر دریاییها و نیر انواع ربات زیرآبی، یک موتور نظیر توربین گازی یا دیزلی یا در اکثر ربات‌های زیردریایی انواع الکتروموتورها، پروانه‌هایی را از طریق اتصال یه یک محور انتقال قدرت به کار می‌اندازد تا نیروی پیشران لازم برای حرکت وسیله مربوطه فراهم شود. در اغلب ربات‌های زیرآبی از پیشران‌های الکتریکی برای ایجاد نیروی رانش استفاده می‌شود.